# Chapa (Amarante)
Chapa est un village du Portugal appartenant à l' union des freguesias de Vila Garcia, Aboim e Chapa, et appartient à la municipalité d'Amarante (district de Porto). Ce village se situe au bord du Rio Tâmega, à la limite entre le district de Porto et de Braga.